# John Tucker musi odejść
John Tucker musi odejść (ang. John Tucker Must Die) – amerykański film komediowy w reżyserii Betty Thomas. W rolach głównych wystąpili: Jesse Metcalfe, Brittany Snow, Ashanti Douglas, Sophia Bush oraz Arielle Kebbel.

## Opis fabuły
Trzy dziewczyny ze szkoły średniej: Heather, Carrie i Beth nie mające dotąd ze sobą nic wspólnego, zbiegiem okoliczności odnajdują w sobie sojuszniczki. Mimo bardzo różnych charakterów łączy je to, że wszystkie zostały rzucone w takich samych okolicznościach przez bożyszcze licealistek Johna Tuckera. Żeby się zemścić przygotowują misterny plan, w którym przynętą ma być nikomu nie znana i mało wyróżniająca się Kate. Z początku wszystko układa się po ich myśli, ale w miarę postępujących wydarzeń sytuacja zaczyna nabierać nowego rytmu.

## Obsada

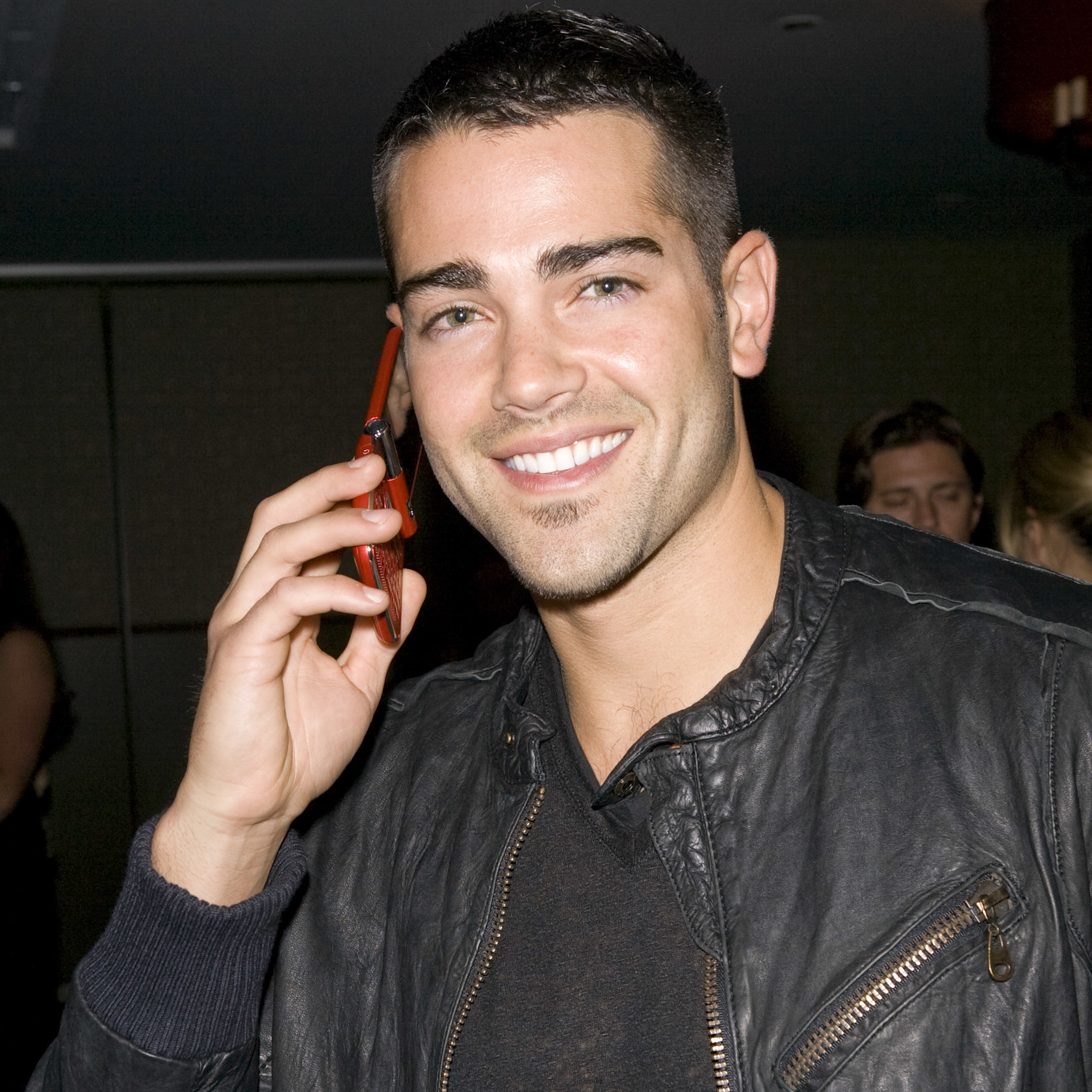
Jesse Metcalfe
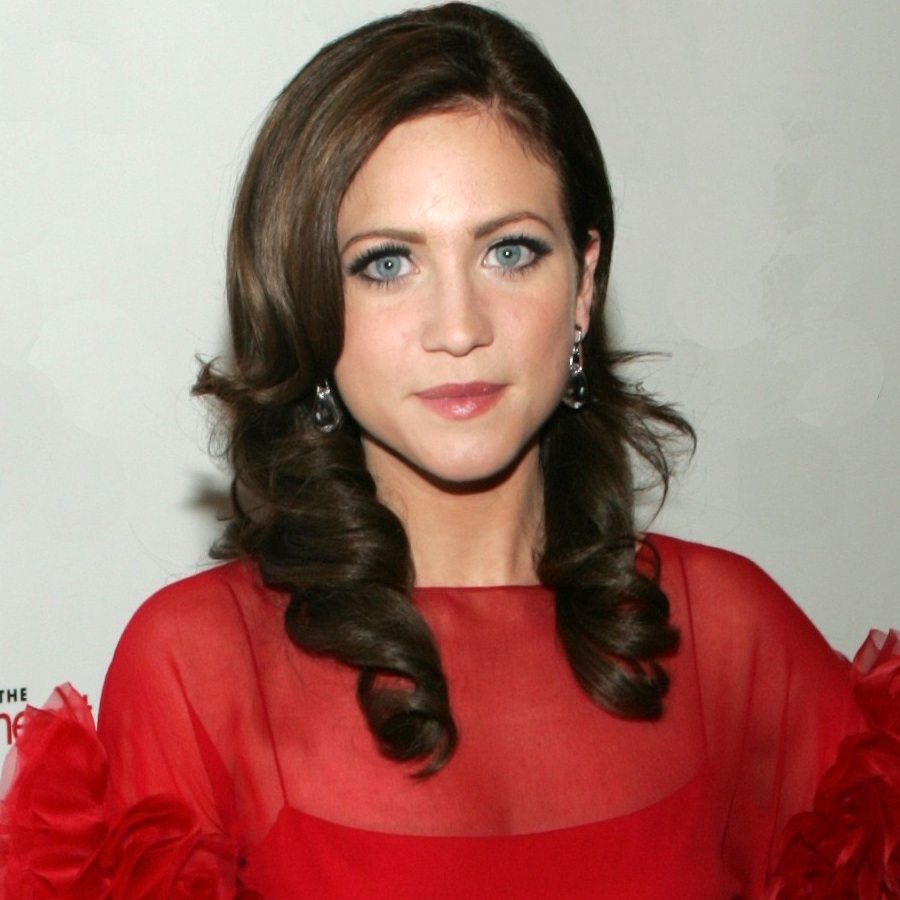
Brittany Snow
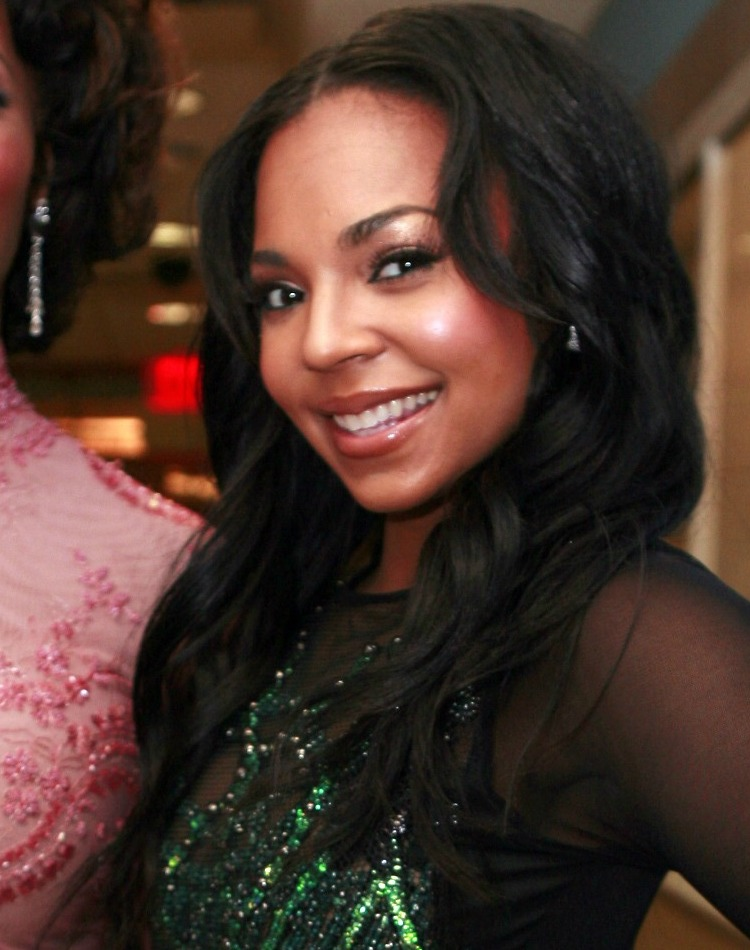
Ashanti Douglas
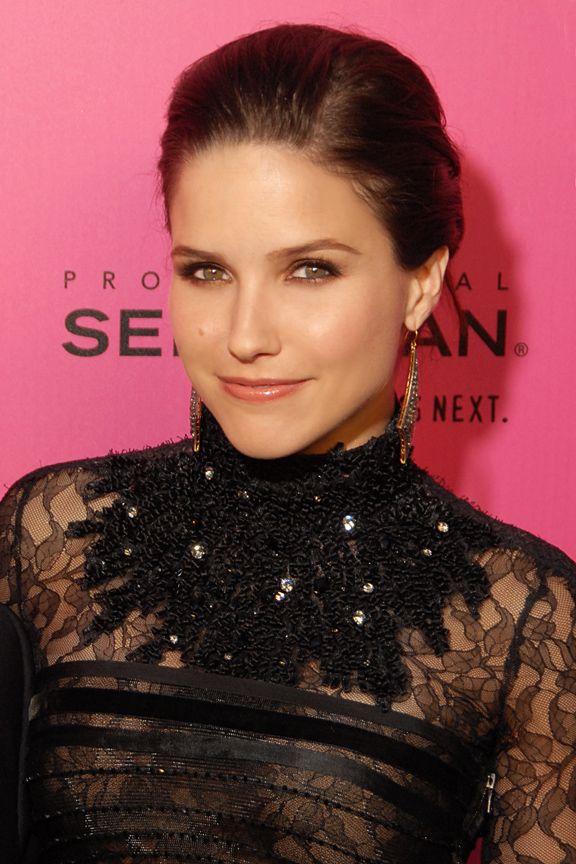
Sophia Bush
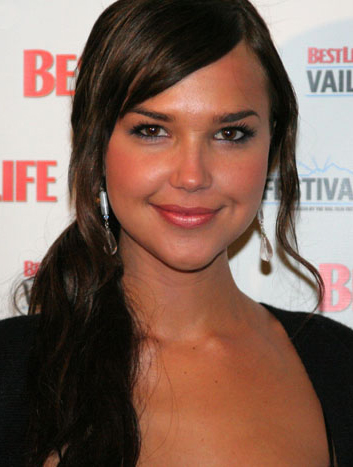
Arielle Kebbel
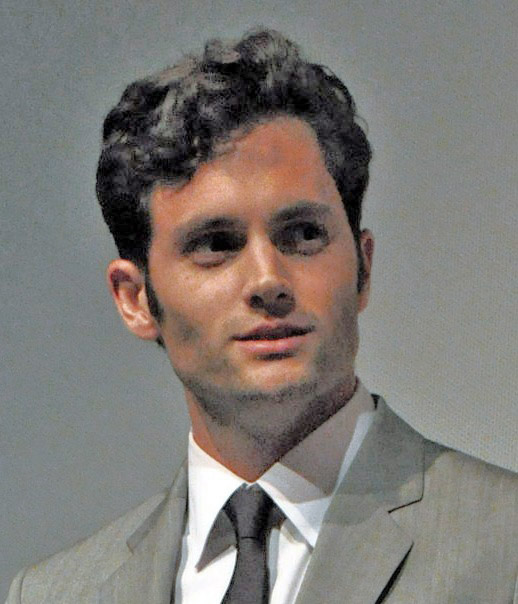
Penn Badgley
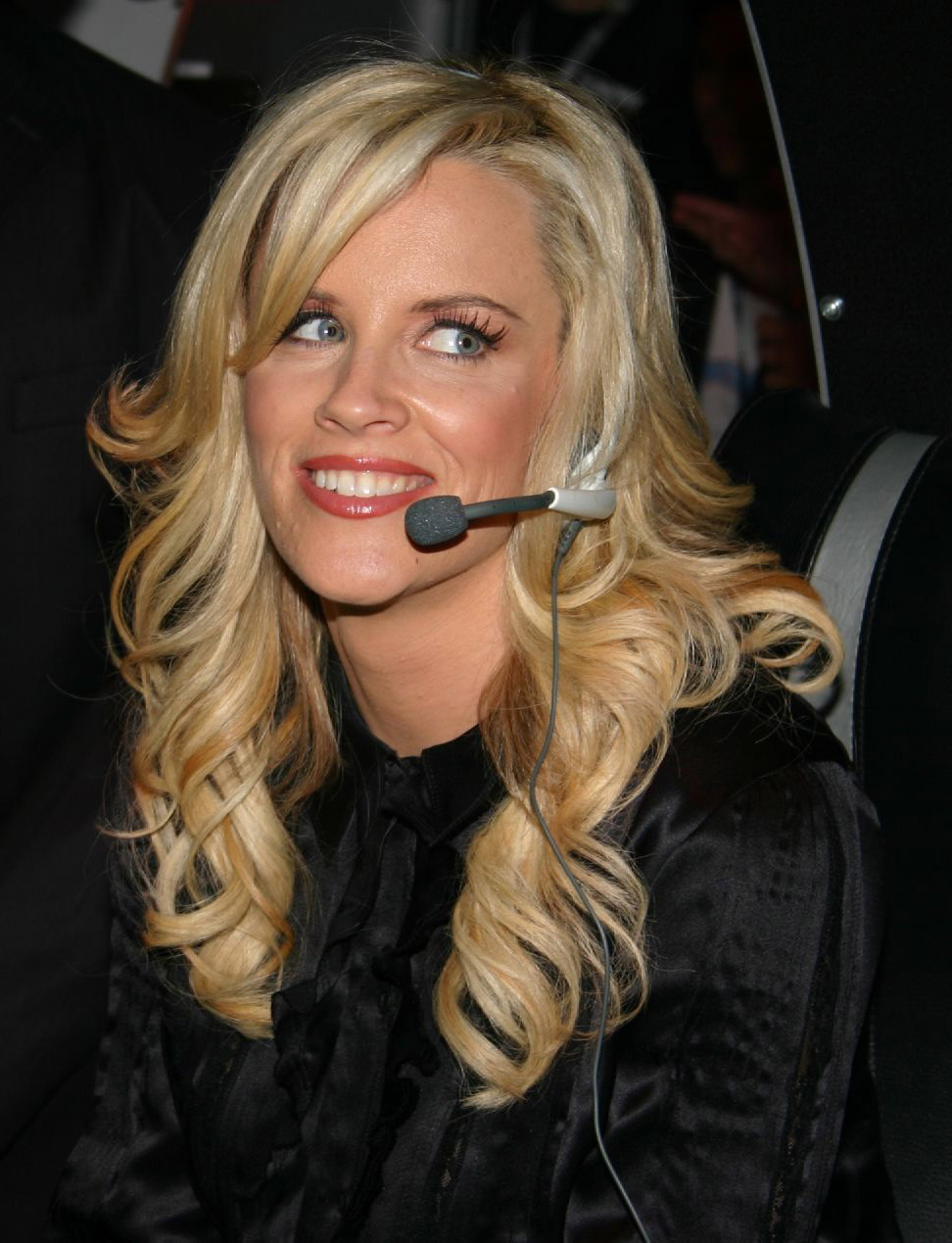
Jenny McCarthy

| Aktor           | Rola            |
| --------------- | --------------- |
| Jesse Metcalfe  | John Tucker     |
| Brittany Snow   | Kate Spencer    |
| Ashanti Douglas | Heather         |
| Sophia Bush     | Beth            |
| Arielle Kebbel  | Carrie Schaefer |
| Penn Badgley    | Scott Tucker    |
| Jenny McCarthy  | Lori Spencer    |

Informacje pobrane z portalu filmweb.pl

## Nagrody
| Nagroda            | Rok  | Kategoria                                                | Nominacja               | Rezultat  |
| ------------------ | ---- | -------------------------------------------------------- | ----------------------- | --------- |
| Teen Choice Awards | 2006 | Komedia lata                                             | John Tucker musi odejść | Nominacja |
| Teen Choice Awards | 2007 | Ulubiona aktorka w komedii (John Tucker musi odejść)     | Sophia Bush             | Wygrana   |
| Złota Malina       | 2007 | Najgorsza aktorka drugoplanowa (John Tucker musi odejść) | Jenny McCarthy          | Nominacja |

Informacje pobrane z portalu filmweb.pl